# Đại học liên bang Bahia
Đại học liên bang Bahia (tiếng Bồ Đào Nha: Universidade Federal da Bahia) là trường đại học công nằm ở thành phố Salvador. Nó là trường đại học lớn nhất bang Bahia, Brazil.
UFBA được lập ngày 8 tháng 4 năm 1946, thông qua Nghị định-Luật 9155. Trước đó, Đại học Liên bang Bahia được thành lập từ các trường Y và các trường liên quan của chúng, Nha khoa và Dược khoa, và các trường Triết học, Kinh tế, Luật cùng Trường Đại học Bách khoa. Thời điểm thành lập thực tế của trường đại học này diễn ra vào ngày 2 tháng 7 năm 1946, là trung tâm giáo dục bậc đại học lâu đời nhất của Brasil.